# Петровские ассамблеи
Ассамблеи (франц. assemblée, «собрание») — прообраз дворянского бала, празднование, введённое Петром Ⅰ в культурную жизнь русского общества в декабре 1718 года.

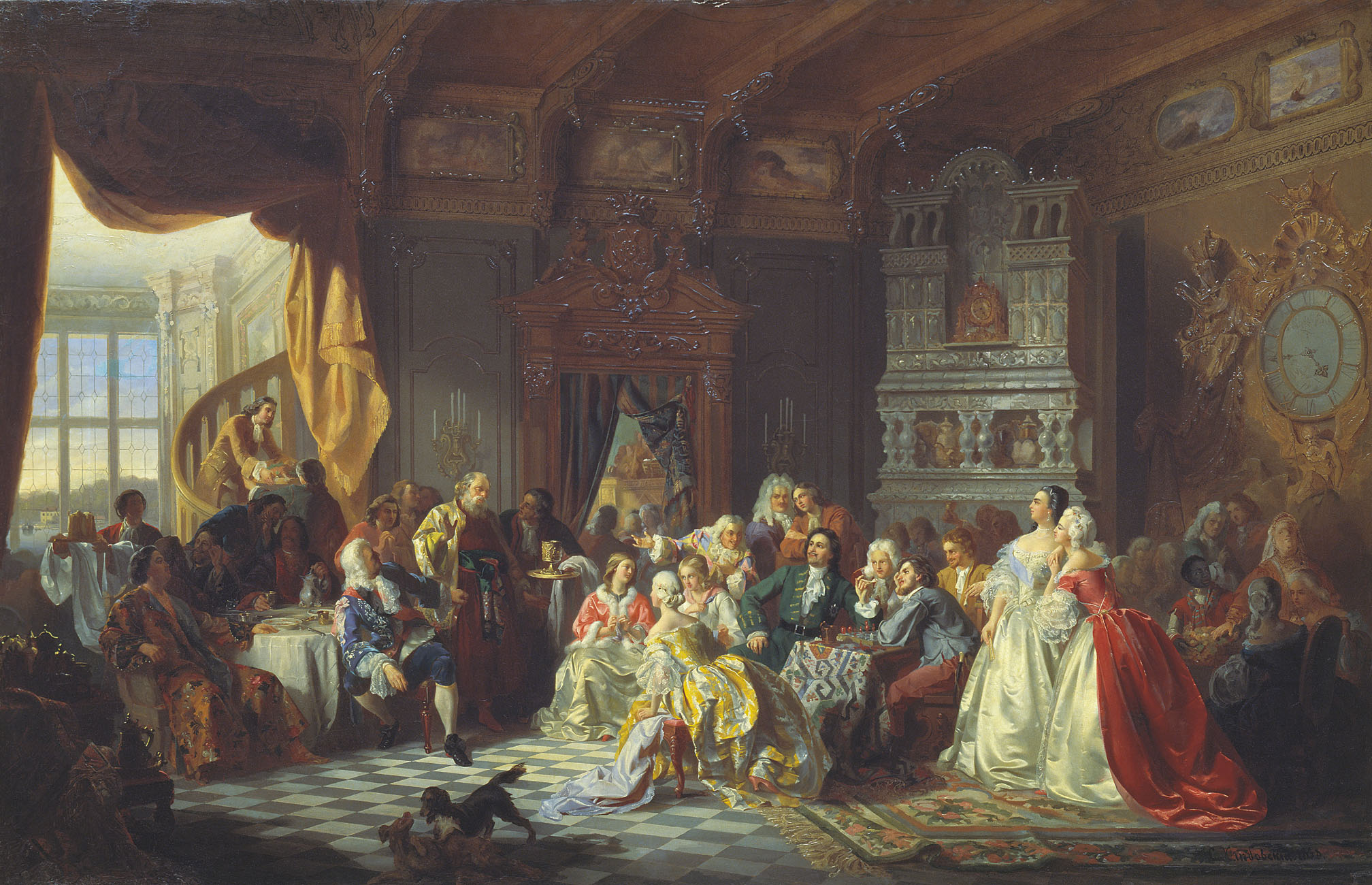
Станислав Хлебовский. Ассамблея при Петре I

Идея ассамблей была заимствована Петром из форм проведения досуга, виденных им в Европе. Они проводились во все времена года, летом — на открытом воздухе. В программу ассамблей входили еда, напитки, танцы, игры и беседы.
Этикет поведения на ассамблеях был регламентирован петровским указом. Согласно указу, посещение ассамблей было обязательно не только для дворян, но и для их жён, за чем зорко следил «царь балов» Ягужинский:
Коли Ягужинский приказывал пить, то все должны были делать это, хотя бы количество тостов и обязательное за ними осушение бокалов превышало всё, что можно считать вероятным. Если Ягужинский после подобного обеда, став «шумён», приказывал плясать до упаду, то можно было быть уверенным, что все двери хорошо заперты и охранены и что гостям придётся плясать до упаду. Ассамблеи при таком принудительном пьянстве и пляске делались тяжелой и даже опасной для здоровья повинностью.
Вчерашние бояре всячески пытались уклониться от участия в ассамблеях, считая подобное времяпрепровождение неприличным. Вызывало ропот и участие в увеселениях женского пола. Для упреждения «прогулов» Ягужинский просматривал списки приглашённых на ассамблеи и вычислял «нетчиков».
Мужчинам полагалось играть в карты и курить табак. Не готовые к новой жизни гости первых ассамблей жались по углам, молча глазели друг на друга и страшились царского гнева за отсутствие веселья. Проще воспринимали новые обычаи молодые люди.
Считалось, что раз в две недели именитые и очень богатые люди по приказу Петра устраивали балы.
Из объявления генерала-полицеймейстера Санкт-Петербурга Антона Девиера «О порядке собраний в частных домах, и о лицах, которые в оных участвовать могут» от 26 ноября 1718 года:

Ассамблеи слово французское, которого на русском языке одним словом выразить невозможно, но обстоятельно сказать: вольное; в котором доме собрание или съезд делается не для только забавы, но и для дела; ибо тут может друг друга видеть и о всякой нужде переговорить, также слышать, что где делается, притом же и забава. А каким образом оные ассамблеи отправлять: то определяется ниже сего пунктом, покамест в обычай войдет.

1. В котором доме имеет ассамблея быть, то надлежит письмом или иным знаком объявить людям, куда всякому вольно прийти, как мужескому полу, так и женскому.

2. Ранее 5 или 4 часов не начинается, а далее 10 пополудни не продолжается.

3. Хозяин неповинен гостей ни встречать, ни провожать, ни подчивать, и не точию вышеписанное не повинен чинить, но хотя и дома не случится оного, нет ничего; но токмо повинен несколько покоев очистить, столы, свечи, питье употребляемое, в жажду, кто попросит, игры на столах, употребляемые.

4. Часы не определяются, в котором быть, но кто в котором хочет, лишь бы не ранее и не позже положенного времени; также тут быть сколько кто похочет, и отъехать волен, когда хочет.

5. Во время бытия в ассамблее вольно сидеть, ходить, играть, и в том никто другому прешкодить или унимать, также церемонии делать вставанием, провожанием и прочим отнюдь да не дерзает, под штрафом великого орла, но только при приезде и отъезде поклоном почтить должно.

6. Определяется, каким чинам на оные ассамблеи ходить, а именно: с вышних чинов до обер-офицеров и дворян, также знатным купцам и начальным мастеровым людям, также и знатным приказным, то же разумеется и о женском поле, их жен и детей.

7. Лакеям или служителям в те апартаменты не входить, но быть в сенях или где хозяин определит; также в австереи когда и в прочих местах будут балы или банкет, также невольно вышеписанным служителям в те апартаменты входить, кроме вышеозначенных мест.